# Partido de Acción
El Partido de Acción (en italiano: Partito d'Azione, PdA) fue un partido político italiano de ideología socialista liberal.

## Historia
Fue fundado en julio de 1942 por antiguos militantes de Giustizia e Libertà, movimiento de la Resistencia italiana. Estaba formado principalmente por intelectuales, sin llegar a contar nunca con una base popular. Ideológicamente eran herederos del "socialismo liberal" de Carlo Rosselli y Piero Gobetti, cuyos escritos rechazaban el determinismo económico marxista, se dirigían a la superación de la lucha de clases, abogaban por una nueva forma de socialismo, el respeto de la libertad civil y un cambio radical, tanto en lo social y la estructura económica de Italia. 
Desde enero de 1943 se publicó un periódico clandestino, L'Italia Libera, editado por Leone Ginzburg. Ese mismo año, los miembros partido entraron en contacto con los servicios secretos Aliados apostados en la neutral Suiza. Este cometido fue el encargado a Filippo Caracciolo, que tenía una relación especial con el Special Operations Executive. Caracciolo trato de evitar los bombardeos aliados sobre Italia, pero lo único que consiguió fue el apoyo británico al Comité de Liberación Nacional, que se suponía iba a liderar el nuevo gobierno tras un golpe de Estado contra Mussolini.
Tras el final de la guerra mantiene una clara postura antimonárquica, oponiéndose a la tentativa de gobierno de Palmiro Togliatti y el Partido Comunista Italiano. Pese a tener menor poder que los democristianos, comunistas y socialistas, su líder, Ferruccio Parri, fue elegido presidente del Gobierno el 21 de junio de 1945. El gobierno solo duró seis meses debido a la oposición democristiana y liberal, a los que asustaron sus medidas radicales, sobre todo en lo económico. Tras abandonar el gobierno, Parri consideró que esos partidos deseaban restaurar las fuerzas políticas y sociales del fascismo.
Sin embargo, como resultado de conflictos internos entre la línea democrático-reformista de Ugo La Malfa y la línea socialista de Emilio Lussu, combinado con la derrota electoral de 1946, el partido colapsó; en 1947 el partido acordaría su disolución. El principal grupo de exmiembros, liderado por Riccardo Lombardi, se unió al Partido Socialista Italiano, mientras que el grupo de La Malfa entró en el Partido Republicano Italiano.